# Kristoffer Andersen
Kristoffer Andersen (født 9. december 1985) er en belgisk-dansk tidligere fodboldspiller og nu assistenttræner for Eupen. 

## Personligt liv
Andersen er en søn af Henrik Andersen og en belgisk mor. Han er født i 1985 i Etterbeek, på et tidspunkt hvor Henrik Andersen spillede for RSC Anderlecht. Da Henrik Andersen i 1990 skiftede til 1. FC Köln, flyttede familien til Eupen, der ligger tæt på grænsen til Tyskland. Familien blev boende i Eupen efter Henrik Andersens karrierestop i 1998.

## Fodboldkarriere
Andersen begyndte sin fodboldkarriere i Belgien, men skiftede i 2007 til Borussia Mönchengladbachs andethold. Han spillede derefter i en række tyske klubber, og endte sin karriere i Fortuna Köln.
I juni 2020 blev Andersen ny assistenttræner i Alemannia Aachen. Da cheftræner Stefan Vollmerhausen blev fyret den 10. februar 2021, blev Andersen ny cheftræner for klubben.
I juli 2021 blev Andersen ny assistenttræner i den belgiske klub Eupen.